# Luciano Vásquez Muruaga
Luciano Vásquez Muruaga (Santiago, 26 de abril de 1926-ibidem, 18 de octubre de 2010) fue un periodista y político chileno.

## Familia
Hijo de José Dolores Vásquez Rodríguez y Angelina Muruaga.
Se casó con Adriana Echeverría, con quien tuvo tres hijos, Isabel Margarita Vásquez Echeverría, Liliana Vásquez Echeverría y Luciano Vásquez Echeverría. Tuvo un segundo matrimonio con la periodista Raquel Cordero Arellano, con quien tuvo un hijo.

## Trayectoria profesional
Fue director de los diarios La Gaceta de Arica, El Cronista y La Nación de Santiago. Editor de El Mercurio de Santiago y subdirector de El Mercurio de Valparaíso. Director de Radio Agricultura de Santiago y columnista de Las Últimas Noticias y La Tercera.
Ejerció la cátedra de Relaciones Públicas e Introducción al Periodismo en la Universidad Andrés Bello y la cátedra de Periodismo Informativo en la Universidad Las Condes.

## Carrera política
Militó en el Partido Nacional y en marzo de 1973 fue elegido diputado por la Séptima Agrupación Departamental, Segundo Distrito de Talagante. Integró la Comisión Permanente de Relaciones Exteriores. El golpe militar de 1973 puso término anticipado al período.
En 1973 fue designado por la dictadura militar como agregado cultural de Prensa en la Embajada de Chile en Suecia, cargo que desempeñó hasta 1976. Entre 1984 y 1988 tuvo el mismo cargo en Paraguay. Fue director de la División de Comunicación Social (DINACOS) entre el 15 de febrero y el 10 de noviembre de 1979.
Fue presidente del Colegio de Periodistas de Santiago y uno de los organizadores del Círculo de Ex Parlamentarios de Chile, del que fue también secretario.
En 1989 fue candidato a diputado por el distrito 22 de Santiago en la lista del Partido Nacional, donde no logró ser elegido.

## Historial electoral

### Elecciones parlamentarias de 1973
- Elecciones parlamentarias de 1973 para la 7.ª  Agrupación Departamental, Talagante.

### Elecciones parlamentarias de 1989
- Elecciones parlamentarias de 1989 por el distrito 22 (Santiago), Región Metropolitana de Santiago[1]